# 新宿区立新宿養護学校
新宿区立新宿養護学校（しんじゅくくりつしんじゅくようごがっこう）は、東京都新宿区西新宿四丁目に所在する公立特別支援学校。小学部と中学部からなり、肢体不自由者を対象とする学級に加え、入院者等を対象とした訪問学級が設置されている。都内唯一の区立肢体不自由特別支援学校である。

## 沿革
新宿養護学校の前身は、1960年12月に新宿区立鶴巻小学校内に設置された肢体不自由特別支援学級「ひまわり学級」である。（当時は小学部のみ）1962年4月には、同じ鶴巻小学校内に中学部が設置された。（在籍は新宿区立牛込第二中学校）
- 1978年3月 - 養護学校（現：特別支援学校）の設置が東京都教育委員会から認可される。[3]
- 1978年4月 - 鶴巻小学校・牛込第二中学校に設置されていたひまわり学級を移行する形で、弁天町50番地に新宿区立新宿養護学校が小学部4学級・中学部2学級・訪問学級1学級をもって開校。[3]（新宿区牛込保健所に併設[4]）
- 1996年3月 - 西新宿四丁目20番11号に新校舎落成・移転。[5]

## 通学区域
- 新宿区全域[6]

## 主な進学先
- 東京都立永福学園[7]